# Узраст
Узраст се уобичајено дефинише као време од рођења до одређеног тренутка, с обзиром на норме у популацији. У општем, временском смислу, дефинише се као календарски узраст (број година и месеци живота) и ментални узраст који означава одређено достигнуће као димензију менталног развоја. Ментални узраст може, али не мора, бити у корелацији са календарским узрастом, што се најбоље уочава на резултатима тестова интелигенције.